# Дружество на българите в Унгария
Дружеството на българите в Унгария (на унгарски: Magyarországi Bolgárok Egyesülete) е българска културна неправителствена организация в Унгария. Председател на дружеството е Димитър Танев.
Дружеството развива активна културна дейност. Организират се събрания, чествания на забележителни дати и годишнини, тържества, вечеринки, екскурзии и др. Дружеството организира посрещането на всяка Нова година, празника на градинаря – Трифон Зарезан, най-важните дати от историята на българския народ: 3 март, 24 май, 2 юни – Деня на Ботев и др.

## История
Дружеството е основано от градинаря Лазар Иванов, родом от Тетевен. По негова инициатива на 27 юли 1914 г. организационен комитет от 17 души единодушно възприема идеята за основаване на дружество с цел свикване на 2 август (Илинден) на общо събрание. За 6 дни се събират 170 души, които даряват сумата от 4345 златни крони.
На 2 август 1914 г. на общото учредително събрание са присъствали 64 души. Бил е избран и първият управителен съвет начело с Лазар Иванов.
Димитър Димитров е отстъпил собственото си жилище от три стаи на ул. „Лоняи“ 11 (Будапеща, 9 район), което било обзаведено за дружествен клуб.
Започва се издаване на периодично списание „Унгаро-български преглед“ на български и унгарски език. От списанието обаче излиза само един брой, тъй като редакторът му Стефан Гьоков бил мобилизиран и заминал за България.
През 1922 г. се открива читалището „Иван Вазов“ с фонд от 200 книги. През 1923 г. е открито училище и параклис в гр. Мишколц. През 1932 г. от доброволните дарения на колонията се построява българският православен храм „Кирил и Методий“ в Будапеща.
Веднага след войната дружеството се заема да възстанови българското училище и църква, които са били разрушени.
През 1953 г. дружеството постъпва към събиране на доброволни дарения за построяването на българския културен дом в Будапеща. В това дело участва цялата българска колония – 445 семейтва, които даряват за тази цел сумата от 2 725 000 форинта. Културният дом е открит през есента на 1957 г.

## Ръководство
Ръководен състав на дружеството:
| Управителен съвет | Председател | Димитър Танев |
| Управителен съвет | Заместник–председатели | д-р Данчо Мусев, Иван Караилиев, Николай Велков |
| Управителен съвет | Управителен директор | Владимир Калицов |
| Членове           | Драгета Белошинова, Симеон Варга, Кънчо Гърдев, Емил Иванов, Цвятко Йоргов, Илия Караилиев, Димитър Кушев, Никола Кушев, Димитър Куцаров, Стефан Попов, Красимира Тихова, Моника Тютюнкова, Галин Тютюнков, Габриела Хаджикостова, Иван Удварев и Милка Христова | Драгета Белошинова, Симеон Варга, Кънчо Гърдев, Емил Иванов, Цвятко Йоргов, Илия Караилиев, Димитър Кушев, Никола Кушев, Димитър Куцаров, Стефан Попов, Красимира Тихова, Моника Тютюнкова, Галин Тютюнков, Габриела Хаджикостова, Иван Удварев и Милка Христова |
| Контролна комисия | Председател | Йордан Тютюнков |
| Контролна комисия | Членове | Веселин Владов, Янош Вълчев, Петър Мичев, Елисавета Нацкина |

## Награди
За разностранната си и родолюбива дейност ДБУ е удостоявано с редица награди.
- През 1964 г. дружеството получава орден „Кирил и Методий“ – първа степен.[3]
- През 2009 г. ДАБЧ на България награждава дружеството с възпоменателен плакет „Иван Вазов“. Същата година министър-председателят на Унгария връчва на председателят на ДБУ Димитър Танев високото държавно отличие – Наградата на малцинствата.[3]